# Sobrado do Capitão Silveira
O Sobrado do Capitão Silveira foi sede de uma antiga fazenda de tropeiros localizado na cidade de Silveiras (SP), fundado no século XIX em razão da introdução do café no Vale do Paraíba. Foi residência de Francisco Antônio da Silva e sua esposa Maria da Silveira, e posteriormente foi herdado pelo capitão Manuel José da Silveira que morreu assassinado dentro da casa durante a Revolução Liberal de 1842. Após a morte do capitão, a propriedade foi doada à igreja.
Apesar de ser tombado pelo Conselho de Defesa do Patrimônio Histórico (Condephaat), o imóvel se encontra em grave estado de deterioração.

## Arquitetura
A casa foi em estilo colonial oitocentista feito em taipa de pilão e pau a pique. O corpo central é dividido em dois pavimentos com telhado em quatro águas. Suas telhas originais em capa e canal foram substituídas por telhas francesas. Algumas paredes foram suprimidas no pavimento superior.